# Běluň (Brzice)
Běluň (německy Belaun) je malá vesnice, část obce Brzice v okrese Náchod. Nachází se asi 2 km na severozápad od Brzice. Vesnicí protéká potok Běluňka, jenž odděluje Běluň od sousední vesnice Vyhnánov. Běluň leží v katastrálním území Brzice o výměře 6,18 km2.

## Historie
První písemná zmínka o obci pochází z roku 1654.
Od 1. července 1985 do 31. srpna 1990 byla vesnice spolu s obcí Brzice součástí obce Hořičky a od 1. září 1990 součástí obce Brzice.
F. Leder: Dějiny osady Běluně [nedostupný zdroj]

## Pamětihodnosti
- Sousoší Kalvárie